# Cykling vid olympiska sommarspelen 2000
Cyklingen vid de olympiska spelen 2000 i Sydney bestod av 18 grenar i tre discipliner. De tre olika disciplinerna var landsväg, bancykling och mountainbike.

## Medaljtabell
| Pl. | Nation         | Guld | Silver | Brons | Totalt |
| --- | -------------- | ---- | ------ | ----- | ------ |
| 1   | Frankrike      | 5    | 2      | 1     | 8      |
| 2   | Tyskland       | 3    | 4      | 3     | 10     |
| 3   | Nederländerna  | 3    | 1      | 0     | 4      |
| 4   | Italien        | 2    | 0      | 1     | 3      |
| 5   | Australien     | 1    | 2      | 3     | 6      |
| 6   | Storbritannien | 1    | 1      | 2     | 4      |
| 6   | Ryssland       | 1    | 1      | 2     | 4      |
| 8   | USA            | 1    | 1      | 1     | 3      |
| 9   | Spanien        | 1    | 0      | 1     | 2      |
| 10  | Belgien        | 0    | 2      | 0     | 2      |
| 11  | Schweiz        | 0    | 1      | 1     | 2      |
| 11  | Ukraina        | 0    | 1      | 1     | 2      |
| 13  | Kazakstan      | 0    | 1      | 0     | 1      |
| 13  | Uruguay        | 0    | 1      | 0     | 1      |
| 15  | Kina           | 0    | 0      | 1     | 1      |
| 15  | Litauen        | 0    | 0      | 1     | 1      |

## Medaljörer

### Landsväg
| Event                           | Guld                            | Silver                        | Brons                            |
| Herrarnas linjelopp Detaljer... | Jan Ullrich Tyskland            | Aleksandr Vinokurov Kazakstan | Andreas Klöden Tyskland          |
| Herrarnas tempolopp Detaljer... | Vjatjeslav Jekimov Ryssland     | Jan Ullrich Tyskland          | Lance Armstrong USA              |
| Damernas linjelopp Detaljer...  | Leontien Zijlaard Nederländerna | Hanka Kupfernagel Tyskland    | Diana Žiliūtė Litauen            |
| Damernas tempolopp Detaljer...  | Leontien Zijlaard Nederländerna | Mari Holden USA               | Jeannie Longo-Ciprelli Frankrike |

### Bancykling
Herrar
| Event                                 | Guld                                                         | Silver                                                                             | Brons                                                                |
| Herrarnas tidslopp 1000 m Detaljer... | Jason Queally Storbritannien                                 | Stefan Nimke Tyskland                                                              | Shane Kelly Australien                                               |
| Herrarnas förföljelse Detaljer...     | Robert Bartko Tyskland                                       | Jens Lehmann Tyskland                                                              | Bradley McGee Australien                                             |
| Herrarnas sprint Detaljer...          | Marty Nothstein USA                                          | Florian Rousseau Frankrike                                                         | Jens Fiedler Tyskland                                                |
| Herrarnas keirin Detaljer...          | Florian Rousseau Frankrike                                   | Gary Neiwand Australien                                                            | Jens Fiedler Tyskland                                                |
| Herrarnas poänglopp Detaljer...       | Juan Llaneras Spanien                                        | Milton Wynants Uruguay                                                             | Aleksej Markov Ryssland                                              |
| Herrarnas Madison Detaljer...         | Australien Brett Aitken Scott McGrory                        | Belgien Etienne De Wilde Matthew Gilmore                                           | Italien Silvio Martinello Marco Villa                                |
| Herrarnas lagsprint Detaljer...       | Frankrike Florian Rousseau Arnaud Tournant Laurent Gané      | Storbritannien Chris Hoy Craig MacLean Jason Queally                               | Australien Gary Neiwand Sean Eadie Darryn Hill                       |
| Herrarnas lagförföljelse Detaljer...  | Tyskland Guido Fulst Robert Bartko Daniel Becke Jens Lehmann | Ukraina Serhij Tjernjavskyj Serhij Matvjejev Oleksandr Symonenko Oleksandr Fedenko | Storbritannien Paul Manning Chris Newton Bryan Steel Bradley Wiggins |

Damer
| Event                               | Guld                            | Silver                          | Brons                          |
| Damernas tidslopp 500 m Detaljer... | Félicia Ballanger Frankrike     | Michelle Ferris Australien      | Jiang Cuihua Kina              |
| Damernas förföljelse Detaljer...    | Leontien Zijlaard Nederländerna | Marion Clignet Frankrike        | Yvonne McGregor Storbritannien |
| Damernas sprint Detaljer...         | Félicia Ballanger Frankrike     | Oksana Grisjina Ryssland        | Iryna Janovytj Ukraina         |
| Damernas poänglopp Detaljer...      | Antonella Bellutti Italien      | Leontien Zijlaard Nederländerna | Olga Sljusareva Ryssland       |

### Mountainbike
| Event                             | Guld                      | Silver                   | Brons                     |
| Herrarnas terränglopp Detaljer... | Miguel Martinez Frankrike | Filip Meirhaeghe Belgien | Christoph Sauser Schweiz  |
| Damernas terränglopp Detaljer...  | Paola Pezzo Italien       | Barbara Blatter Schweiz  | Margarita Fullana Spanien |